# Tetrataenium cardiocarpum
Tetrataenium cardiocarpum är en flockblommig växtart som först beskrevs av Karl Heinz Rechinger och Harald Harold Udo von Riedl, och fick sitt nu gällande namn av Ida P. Mandenova. Tetrataenium cardiocarpum ingår i släktet Tetrataenium och familjen flockblommiga växter. Inga underarter finns listade i Catalogue of Life.